# Primera división de Islas Feroe 2017
La Primera división de las Islas Feroe 2017 (Conocida como Effodeildin por ser patrocinada por la empresa Effo) es la edición número 75 de la Primera división de las Islas Feroe. La temporada comenzó el 11 de marzo y terminará el 20 de octubre. Víkingur conquistó su segundo título de liga.

## Sistema de competición
Los 10 equipos participantes jugaron entre sí todos contra todos tres veces totalizando 27 partidos por cada equipo. Al final de la temporada el primer clasificado obtuvo un cupo para la Liga de Campeones 2018-19, mientras que el segundo y el tercer clasificado obtuvieron un cupo para la Liga Europa 2018-19. Por otro lado los dos últimos clasificados descendieron a la 1. Deild 2018.
Un tercer cupo para la Liga Europa 2018-19 fue asignado al campeón de la Copa de Islas Feroe

## Equipos participantes
| Equipo      | Ciudad       | Estadio            | Capacidad |
| ----------- | ------------ | ------------------ | --------- |
| 07 Vestur   | Vágar        | á Dungasandi       | 500       |
| B36         | Tórshavn     | Gundadalur         | 5.000     |
| EB/Streymur | Streymnes    | Við Margáir        | 1.000     |
| HB          | Tórshavn     | Gundadalur         | 5.000     |
| ÍF          | Fuglafjørður | Fløtugerði         | 3.000     |
| KÍ          | Klaksvík     | Injector Arena     | 3.000     |
| NSÍ         | Runavík      | Estadio de Runavík | 2.000     |
| Skála       | Skáli        | Skála Stadium      | 2.000     |
| TB/FCS/Royn | Tvøroyri     | Við Stórá Stadium  | 4.000     |
| Víkingur    | Leirvík      | Serpugerði         | 4.000     |

### Ascensos y descensos
| Pos. | Ascendidos de 1. Deild 2016 |
| ---- | --------------------------- |
| 1    | EB/Streymur                 |
| 2    | 07 Vestur                   |

| Pos. | Descendidos de Primera división 2016 |
| ---- | ------------------------------------ |
| 9    | AB                                   |
| 10   | B68                                  |

## Tabla de posiciones
| Pos. | Equipo             | Pts. | PJ | G  | E  | P  | GF | GC | Dif. | Clasificación 2018–19                 |
| ---- | ------------------ | ---- | -- | -- | -- | -- | -- | -- | ---- | ------------------------------------- |
| 1    | Víkingur Gøta (C)  | 52   | 27 | 15 | 7  | 5  | 62 | 33 | +29  | Primera ronda de la Liga de Campeones |
| 2    | KÍ                 | 52   | 27 | 14 | 10 | 3  | 50 | 26 | +24  | Ronda Preliminar de la Liga Europa    |
| 3    | B36 Tórshavn       | 48   | 27 | 13 | 9  | 5  | 62 | 39 | +23  | Ronda Preliminar de la Liga Europa    |
| 4    | NSÍ                | 46   | 27 | 13 | 7  | 7  | 57 | 35 | +22  | Primera ronda de la Liga Europa       |
| 5    | HB                 | 39   | 27 | 10 | 9  | 8  | 43 | 31 | +12  |                                       |
| 6    | Skála              | 33   | 27 | 8  | 9  | 10 | 31 | 40 | −9   |                                       |
| 7    | EB/Streymur        | 32   | 27 | 9  | 5  | 13 | 34 | 49 | −15  |                                       |
| 8    | TB/FC Suðuroy/Royn | 29   | 27 | 8  | 5  | 14 | 31 | 45 | −14  |                                       |
| 9    | 07 Vestur          | 28   | 27 | 8  | 4  | 15 | 37 | 59 | −22  |                                       |
| 10   | ÍF                 | 12   | 27 | 3  | 3  | 21 | 23 | 73 | −50  | Descenso a 1. deild 2018              |

Actualizado a los partidos jugados el 21 de octubre de 2017.
 Fuente: Soccerway
Notas:
1. ↑  El NSÍ obtuvo un cupo para la Primera ronda de la Liga Europa 2018-19 tras ganar la Copa de Islas Feroe 2017.
2. ↑  07 Vestur no fue relegado a la 1. deild 2018 porque el Víkigur II (filial del Víkingur Gøta) fue subcampeón y los filiales no pueden jugar en la Primera División

## Tabla de resultados cruzados
| Local \ Visitante  | 07V | B36 | EBS | HB  | ÍF  | KÍ  | NSÍ | SKÁ | TBF | VÍK |
| ------------------ | --- | --- | --- | --- | --- | --- | --- | --- | --- | --- |
| 07V                | —   | 4–3 | 2–2 | 1–4 | 3–2 | 0–2 | 0–7 | 1–1 | 0–1 | 2–4 |
| B36                | 4–0 | —   | 1–0 | 2–2 | 4–0 | 1–1 | 2–2 | 2–1 | 3–0 | 3–5 |
| EB/Streymur        | 0–2 | 0–0 | —   | 1–0 | 2–4 | 2–1 | 0–3 | 1–2 | 1–0 | 1–5 |
| HB                 | 2–0 | 2–2 | 2–3 | —   | 4–2 | 2–1 | 4–1 | 1–2 | 2–1 | 2–2 |
| ÍF                 | 0–1 | 1–5 | 3–1 | 0–0 | —   | 1–4 | 0–3 | 0–1 | 0–4 | 1–1 |
| KÍ                 | 1–0 | 1–5 | 1–0 | 1–0 | 3–1 | —   | 2–2 | 0–0 | 4–1 | 1–1 |
| NSÍ                | 4–0 | 1–1 | 1–1 | 1–0 | 3–0 | 2–2 | —   | 1–1 | 4–0 | 0–1 |
| Skála              | 0–1 | 2–2 | 3–2 | 0–0 | 0–0 | 1–2 | 2–1 | —   | 2–2 | 1–2 |
| TB/FC Suðuroy/Royn | 3–1 | 3–2 | 1–2 | 0–0 | 2–1 | 1–2 | 1–3 | 2–0 | —   | 0–3 |
| Víkingur Gøta      | 2–2 | 1–1 | 1–2 | 1–3 | 4–0 | 2–2 | 1–2 | 1–0 | 3–0 | —   |

| Local \ Visitante  | 07V | B36 | EBS | HB  | ÍF  | KÍ  | NSÍ | SKÁ | TBF | VÍK |
| ------------------ | --- | --- | --- | --- | --- | --- | --- | --- | --- | --- |
| 07V                | —   | —   | —   | —   | —   | 1–1 | 2–3 | 5–0 | 3–1 | —   |
| B36                | 2–0 | —   | —   | —   | 4–2 | 1–3 | 2–0 | —   | —   | —   |
| EB/Streymur        | 3–0 | 1–2 | —   | 2–1 | —   | —   | —   | —   | 2–2 | 0–1 |
| HB                 | 3–0 | 1–1 | —   | —   | —   | —   | —   | —   | 3–1 | 1–2 |
| ÍF                 | 1–5 | —   | 1–2 | 2–1 | —   | —   | 0–2 | —   | —   | 1–5 |
| KÍ                 | —   | —   | 6–0 | 0–0 | 4–0 | —   | 3–1 | —   | —   | —   |
| NSÍ                | —   | —   | 3–2 | 2–3 | —   | —   | —   | 3–4 | —   | 2–1 |
| Skála              |     | 2–3 | 1–1 | 0–0 | 2–1 | 1–2 | —   | —   | —   | —   |
| TB/FC Suðuroy/Royn | —   | 0–1 | —   | —   | 1–0 | 0–0 | 0–0 | 0–2 | —   | —   |
| Víkingur Gøta      | 3–1 | 4–2 | —   | —   | —   | 0–0 | —   | 4–0 | 2–3 | —   |

## Goleadores
| Pos. | Jugador            | Club        | Goles |
| ---- | ------------------ | ----------- | ----- |
| 1    | Adeshina Lawal     | Víkingur    | 17    |
| 2    | Klæmint Olsen      | NSÍ         | 16    |
| 2    | Patrik Johannesen  | B36         | 16    |
| 4    | Sølvi Vatnhamar    | Víkingur    | 11    |
| 4    | Páll Klettskarð    | KÍ Klaksvík | 11    |
| 6    | Búi Egilsson       | TB/FCS/Royn | 10    |
| 6    | Aleksandar Stankov | HB          | 10    |
| 6    | Albert Adu         | KÍ          | 10    |
| 6    | Michal Przybylski  | Skála       | 10    |